# Tavda
Pour les articles homonymes, voir Tavda (homonymie).
Tavda (en russe : Тавда) est une ville de l'oblast de Sverdlovsk, en Russie, et le centre administratif du raïon de Tavda. Sa population s'élevait à 34 615 habitants en 2013.

## Géographie
Tavda est située à l'est de l'Oural, sur la rivière Tavda. Elle se trouve à 92 km à l'est de Tourinsk, à 99 km au nord de Tioumen, à 177 km à l'ouest de Tobolsk, à 310 km au nord-est de Iekaterinbourg et à 1 688 km à l'est de Moscou.

## Histoire
Tavda a été fondée en 1910 comme centre d'exploitation forestière. Elle est devenue en 1916 le terminus d'une ligne de chemin de fer. Elle accéda au statut de commune urbaine en 1928, puis à celui de ville le 20 juillet 1937.

## Population
Recensements (*) ou estimations de la population
| 1926* | 1939*  | 1959*  | 1970*  | 1979*  |
| ----- | ------ | ------ | ------ | ------ |
| 4 167 | 25 186 | 47 954 | 47 434 | 46 386 |

| 1989*  | 2002*  | 2010*  | 2012   | 2013   |
| ------ | ------ | ------ | ------ | ------ |
| 45 735 | 40 686 | 35 421 | 34 857 | 34 615 |

## Personnalités liées à la ville
- Galina Petrovna Kekicheva, chorégraphe et danseuse de ballet.